# Longuefuye
Longuefuye is een plaats en voormalige gemeente in het Franse departement Mayenne (regio Pays de la Loire) en telt 317 inwoners (2004). De plaats maakt deel uit van het arrondissement Château-Gontier. Longuefuye is op 1 januari 2019 gefuseerd met de gemeente Gennes-sur-Glaize tot de gemeente Gennes-Longuefuye.

## Geografie
De oppervlakte van Longuefuye bedraagt 14,6 km², de bevolkingsdichtheid is 21,7 inwoners per km².
De onderstaande kaart toont de ligging van Longuefuye met de belangrijkste infrastructuur en aangrenzende gemeenten.

## Demografie
Onderstaande figuur toont het verloop van het inwonertal (bron: INSEE-tellingen).